# In Bloom
"In Bloom" é uma canção da banda grunge Nirvana lançada no álbum Nevermind. Foi lançada também como quarto e último single do álbum em novembro de 1992, juntamente com um videoclipe, que ganhou o prêmio de Melhor Vídeo Alternativo na MTV Video Music Awards, em 1993.

## Antecedentes e gravação
O Nirvana tocou a canção pela primeira vez na noite anterior a sua gravação demo. O baixista Krist Novoselic relembra que "originalmente soava como uma canção dos Bad Brains. Então Kurt a transformou numa canção pop." Cobain foi para casa e a retrabalhou, tocando a versão revisada pelo telefone para Novoselic. A banda gravou "In Bloom" com o produtor Butch Vig, no Smart Studios, em Madison, Wisconsin, em abril de 1990. O material gravado nesta sessão era destinado ao que seria o segundo álbum da banda pela gravadora independente Sub Pop. A canção tinha originalmente uma seção intermediária que Vig removeu. Novoselic disse que, depois que a banda gravou a canção, Vig cortou a seção da fita master de 16 canais com uma uma navalha e a jogou no lixo. As canções dessas sessões de gravação foram postas numa fita demo que circulou na industria musical, gerando interesse de grandes gravadoras pela banda.
Depois de assinar com a DGC, o Nirvana começou a gravar seu segundo álbum, o Nevermind, em maio de 1991. "In Bloom" foi uma das primeiras canções que a banda gravou durante as sessões de gravação no Sound City Studios, em Van Nuys, Califórnia; Vig pensou que seria bom começar gravando uma canção já previamente gravada no Smat Studios. Os arranjos de "In Bloom" e de outras canções gravadas em 1990 com Vig ficaram praticamente inalterados; e o baterista recém contratado, Dave Grohl, manteve a maioria do que fora gravado por Chad Channing, mas acrescentou mais força e precisão à gravação. Cobain passou a cantar cada vez mais forte durante a gravação, o que tornou difícil para Vig balancear os níveis de volume entre as estrofes e o refrão.
Cobain escolheu não fazer sobreposição de segunda voz nas sessões dos Smart Studios, possivelmente por restrição de tempo. Durante as sessões do Nevermind, Vig pediu a Grohl que fizesse a segunda voz. Grohl teve dificuldades de alcançar as notas certas, mas acabou conseguindo fazer o que Vig queria. Vig teve que se utilizar de artifícios para conseguir que Cobain gravasse tomadas adicionais de sobreposição no disco, já que Cobain era avesso a executar múltiplas tomadas. O produtor convenceu Cobain a dobrar os vocais em "In Bloom" dizendo-lhe que "John Lennon fez isso". Depois de dobrar os vocais de Cobain, Vig decidiu dobrar também a segunda voz  feita por Grohl.

## Composição
Como muitas das músicas do Nirvana, "In Bloom" alterna entre estrofes calmas e refrões barulhentos. Cobain usou um amplificador Mesa Boogie de guitarra nas estrofes, mas, nos refrões, mudou para um Fender Bassman (sugerido por Vig) para um som mais pesado. A seção rítmica de Novoselic e Grohl manteve-se simples; Grohl afirmou que era "uma regra não dita" evitar preenchimentos desnecessários de bateria, enquanto Novoselic disse que sentia que seu papel era "servir à canção".
A letra de Cobain para a canção se dirige a pessoas fora da cena alternativa que começaram a aparecer nas apresentações do Nirvana após o lançamento do álbum de estreia da banda, o Bleach. O biógrafo do Nirvana, Michael Azerrad, escreveu: "Mas o mais notável é que [a letra da canção] traduziu ainda melhor a popularidade massiva de que a banda desfrutou. A respeito do refrão da canção, Azerrad comentou "A brilhante ironia é que é tão cativante que milhões de pessoas, de fato, cantam junto."

## Lançamento e recepção
"In Bloom" foi lançado como o quarto single de Nevermind no dia 30 de novembro de 1992. No entanto, nos EUA não houve lançamento comercial, apenas  promocional (para estações de rádio) e em videoclipe. Por outro lado, no Reino Unido o single foi lançado em vinil de 7", em picture disc de 12" e edição limitada, em fita cassete e em CD. O single atingiu a posição de número 28 nas paradas do British Singles. Embora não tenha tido lançamento comercial nos EUA, a canção alcançou a posição de número cinco nas paradas da Billboard Album Rock Tracks.

## Videoclipe
O Nirvana havia feito o primeiro videoclipe de "In Bloom" em 1990 para a coletânea em VHS Sub Pop Video Network Program, lançada em 1991. A versão que aparecia nesse vídeo era a gravada nas sessões dos Smart Studios. O vídeo da Sub Pop conta com a banda andando por várias partes da baixa Manhatan, inclusindo a South Street Seaport, a Lowe East Side e a Wall Street. Durante as filmagens, Novoselic raspou sua cabeça como penitência por uma má performance da banda na cidade de Nova Iorque. Por isso, na versão final do vídeo, há cenas com ele ainda com cabelo, e outras já careca. O vídeo foi posteriormente incluído na caixa especial do Nirvana, With the Lights Out, e o áudio dessa versão de "In Bloom" depois foi lançado no CD2 da edição deluxe de 20º aniversário do álbum Nevermind.
O segundo vídeo, criado para acompanhar o lançamento da canção como single em 1992, que havia sido gravada nos Sound City Studios, foi dirigido por Kevin Kerslake, o qual já havia dirigido os videoclipes de "Come As You Are" e de "Lithium" da banda. A ideia original de Cobain para o vídeo era contar a história de uma jovem garota nascida numa família Ku Klux Klan e que, um dia, percebe o quanto eles eram maus. A ideia era muito ambiciosa, então Cobain resolveu parodiar as apresentações musicais de grupos da década de 1960 em programas de variedades, tais como o Ed Sullivan Show. O humorístico do vídeo foi resultado de Cobain estar "tão cansado de, no último ano, as pessoas nos levarem tão a sério, eu queria (...) mostrar que temos esse lado divertido." Kerslake filmou o vídeo numa câmera Kinescope antiga e a banda improvisou a apresentação. O vídeo começa com um apresentador (interpretado por Doug Llewelyn), cujo nome não é dito, apresentando o grupo para a plateia de adolescentes histéricas no estúdio. Os membros do grupo, aos quais o apresentador chama de "rapazes decentes", estão vestidos ao estilo dos Beach Boys; Cobain usava óculos que embaçavam sua visão. Ao final do vídeo, o grupo destrói o cenário e os instrumentos.
Três edições diferentes do vídeo de Kerslake foram feitas. Cobain queria substituir a primeira versão do vídeo por outra que, depois de um tempo, havia uma nova tomada mostrando-os usando vestido em vez de ternos. O programa de rock alternativo da MTV, o 120 Minutes, insistiu em estrear o vídeo, mas Cobain achava que o programa não iria expressar apropriadamente o humor da versão "ídolos pop". Então uma nova edição foi produzida, contendo imagens do grupo usando tanto terno quanto vestidos. A edição original do vídeo nunca foi transmitida. O videoclipe ganhou o prêmio de Melhor Vídeo Alternativo na MTV Video Music Award de 1993, e ficou em primeiro lugar na categoria de videoclipe, na votação de críticos da Village Voice Pazz & Jop.

## Faixas do compacto
Todas as canções escritas por Kurt Cobain.

### Lançamento britânico
7"
A. In Bloom (LP version)
B. Polly (live)*
Picture disc 12"
A. In Bloom (LP version)
B1. Sliver (live)*
B2. Polly (live)*
Fita cassete (a sequência de músicas se repete em ambos os lados)
A1/B1. In Bloom (LP version)
A2/B2. Polly (live)*
CD
1. In Bloom (LP version)
2. Sliver (live)*
3. Polly (live)*

*Obs.: faixas gravadas ao vivo no O'Brien Pavilion, Del Mar, Canadá, no dia 28 de dezembro de 1991.

## Posição nas paradas musicais
| Parada (1992–1993)                          | Melhor posição |
| ------------------------------------------- | -------------- |
| Austrália (ARIA)                            | 73             |
| Austrália (ARIA Alternative)                | 19             |
| European Hot 100 Singles (Music & Media)    | 65             |
| Finlândia (The Official Finnish Charts)     | 16             |
| Irlanda (IRMA)                              | 7              |
| Países Baixos (Single Top 100)              | 87             |
| Nova Zelândia (Recorded Music NZ)           | 20             |
| Polônia (LP3)                               | 15             |
| Portugal (AFP)                              | 10             |
| Suécia (Sverigetopplistan)                  | 30             |
| Reino Unido (MRIB Network Singles)          | 29             |
| Reino Unido (UK Singles Chart)              | 28             |
| Estados Unidos (Billboard Mainstream Rock)  | 5              |
| Estados Unidos (Radio & Records AOR Tracks) | 5              |

| Parada (1995–1996)                                                                                   | Melhor posição |
| --- | -------------- |
| Dinamarca (Tracklisten) Apareceu na parada de singles como parte do box set Singles                  | 5              |
| European Hot 100 Singles (Music & Media) Apareceu na parada de singles como parte do box set Singles | 55             |
| França (SNEP) Apareceu na parada de singles como parte do box set Singles                            | 17             |

| Parada (2011)               | Melhor posição |
| --------------------------- | -------------- |
| Bélgica (Ultratop Wallonia) | 41             |

| Parada (1993)                               | Melhor posição |
| ------------------------------------------- | -------------- |
| Estados Unidos (Radio & Records AOR Tracks) | 67             |

| Parada (2010–2019)                             | Posição |
| ---------------------------------------------- | ------- |
| Estados Unidos (Nielsen Music Mainstream Rock) | 7       |